# Полин, Дмитрий Геннадьевич
Дми́трий Генна́дьевич По́лин (род. 20 декабря 1985, Омск, СССР) — российский пловец—паралимпиец. Чемпион летних Паралимпийских игр, чемпион мира, заслуженный мастер спорта России по плаванию среди спортсменов с поражением опорно-двигательного аппарата.

## Биография
Родился 20 декабря 1985 года в Омске. В 1997 году получил травму, в 1999 году начал заниматься плаванием в СДЮШОР № 6. Тренировался под руководством Симоновой В.И. (ЗТР) и Франченко А.С. (ЗТР).
В 2001 году Дмитрию присваивается звание «Мастер спорта России». 

## Достижения
— 2003 год – бронзовый призер чемпионата Европы,
— 2003 год — бронзовый и серебряный призер чемпионата мира;
— 2004 год – на открытом чемпионате Великобритании установил рекорд мира на дистанции 100 м брассом;
— 2004 год – чемпион Летних Паралимпийских игр в г. Афинах (Греция) на дистанции 100 м брассом;
— 2005 год – серебряный призер чемпионата Европы в г. Брно (Чехия) на 100-метровке брассом,
— 2005 год - бронзовый и серебряный призер чемпионата мира;
— 2006 год - чемпион мира (ЮАР);
— 2007 год - чемпион Кубка Европы (Чехия),
— 2007 год - двукратный чемпион Спартакиады инвалидов (50 м вольным стилем и 100 м брасс)
— 2007 год - чемпион Европы;
— 2008 год - участник Летних Паралимпийских игр в Пекине (Китай) – 5 место в плавании брассом, серебряный призер чемпионата России.
— Многократный чемпион России, рекордсмен мира.

## Награды
- Орден Дружбы (10 августа 2006 года) — за большой вклад в развитие физической культуры и спорта, высокие спортивные достижения на XII Паралимпийских летних играх 2004 года в городе Афинах (Греция).[2]
- Заслуженный мастер спорта России (2004).
- Медаль Омской области «За высокие достижения».
- По итогам 2004 года стал лауреатом спортивной премии Губернатора Омской области «Доблесть». [1]